# Piac tér (Székesfehérvár)
A Piac tér Székesfehérvár legnagyobb tere. A Belváros nyugati részén található, északról a Palotai út, délről a Vörösmarty tér és a Budai út, nyugatról a Sütő utca és a Selyem utca, Keletről a Palotai kapu tér, a Várfok utca és a Megyeház köz határolja. A tér ad helyt a város központi autóbusz-pályaudvarának, a helyi tömegközlekedés egyik legnagyobb csomópontjának, a városi piacnak és az Alba Plázának is.

## Közlekedése
A téren található a MÁV-csoport által üzemeltetett helyközi autóbusz-pályaudvar, mellette pedig Autóbusz-állomás néven a szintén a Volánbusz által üzemeltetett helyi tömegközlekedés egyik fő csomópontja. A következő helyi járatok érintik: 10, 10G, 11, 11A, 12, 12A, 13G, 14, 14G, 15, 15Y, 26, 26A, 26C, 26G, 36, 37, 38, 40, 41, 42, 43, 44, 912. A tér kiváló összeköttetésben van a vasútállomással.